# Liste des partis politiques français disparus
Cette page présente une liste de partis politiques français disparus. Les partis actuellement en activité sont présentés sur la page partis et mouvements politiques français.

## Gauche et extrême gauche

### Sous laIIIeRépublique
- « Socialistes indépendants » - Parti socialiste indépendant (d) (1907-1913), puis Parti républicain-socialiste (1913-1940), Parti socialiste français (1919-1940), Parti socialiste de France-Union Jean Jaurès (Marcel Déat) : étiquettes sous lesquelles des socialistes ayant refusé d'adhérer à la SFIO, puis des socialistes exclus de cette formation, se regroupèrent entre la création d'un parti socialiste français unitaire d'obédience marxiste (1905) et le début de la Seconde guerre mondiale. René Viviani, Aristide Briand, Joseph Paul-Boncour, Pierre Laval, Alexandre Millerand furent, au moins à un moment de leur carrière, des « socialistes renégats », ce nom leur étant donné par les socialistes unitaires. Il s'agissait en effet de personnalités fortes, rétives à la discipline de parti, parfois opportunistes, et qui étaient moins socialistes que de centre-gauche, proches du radicalisme. Néanmoins, réunis à la Chambre des députés dans une Union socialiste républicaine, en 1936, les républicains-socialistes, les socialistes français et les indépendants soutinrent et participèrent au gouvernement de Front populaire, et ce en dépit de leur participation antérieure à des gouvernements de droite.
- Parti social-national : fondé en 1933 par Jean Hennessy.
- Parti radical-socialiste Camille Pelletan : fondé en 1934, dissidence de l'aile gauche du Parti radical.
- Parti frontiste : parti fondé dans les années 1930 par l'ancien radical Gaston Bergery, futur maréchaliste.
- Parti socialiste unifié - Section française de l'Internationale Ouvrière : fondé en 1905, par la fusion des deux grands partis socialistes français, dissoute en 1969, lors de la formation du Parti socialiste ; elle rassemblait : 
  - Parti socialiste de France (PSdF) : créé en 1902 par la fusion des partis socialistes révolutionnaires : 
    - Parti ouvrier : fondé en 1882, par Jules Guesde et Paul Lafargue, devenu Parti ouvrier français (POF) en 1893, scission des marxistes orthodoxes de la FTSF.
    - Comité révolutionnaire central (CRC) : parti blanquiste créé en 1881 d’Édouard Vaillant qui se veut le trait d'union entre les « modérés » (Jean Jaurès, Paul Brousse) et les « marxistes » (Jules Guesde, Paul Lafargue). Devient Parti socialiste révolutionnaire (France) (PSR) en 1897, après la fusion avec l'Alliance communiste révolutionnaire, fondé en 1896 (ACR) (scission d'élus et responsables régionaux exclus du POSR, qui gardera une certaine autonomie au sein du PSR, jusqu’en 1901-1902).

  - Parti socialiste français (PSF) : fondé en 1902, avec Jean Jaurès comme porte-parole, fusionne les socialistes modérés et allemanistes : 
    - Fédération des travailleurs socialistes de France (FTSF) : créée en 1879, dirigée par Paul Brousse, inventeur du possibilisme. S’est nommé Parti ouvrier socialiste révolutionnaire (POSR) de 1882 à 1883.
    - Parti ouvrier socialiste révolutionnaire (POSR) : créé par la scission de Jean Allemane de la FTSF en 1890 ; porte une idéologie assez libertaire, partisan de la grève générale et de la lutte syndicale.
    - Alliance socialiste révolutionnaire (ASR) : fondé en 1881, éphémère alliance de socialistes modérés (Benoît Malon, Alexandre Millerand, Jean Jaurès, Charles Longuet). Lui succéda, en 1889, la Fédération des groupes socialistes révolutionnaires indépendants qui devint en 1899 la Confédération des socialistes indépendants.
- Cercle communiste démocratique : fondé en 1930, communistes opposés à l'URSS.
- Parti d'unité prolétarienne : née en 1930 de la fusion du Parti ouvrier et paysan (fondé en 1929 par des exclus du PCF) et du Parti socialiste communiste (ancienne Union socialiste-communiste, jusqu'en 1927, fondée en 1923 par la fusion du Parti communiste unitaire, fondé en 1923, et de l'Union fédérative socialiste, fondé en 1922, dissidences du PCF), absorbé par la SFIO en 1937.
- Parti socialiste ouvrier et paysan : créé en 1938 et dissous en 1940, fondé par Marceau Pivert, socialiste de gauche.

### Sous laIVeRépublique
- Socialisme ou barbarie : créé en 1949 et dissous en 1967, extrême gauche

### Sous laVeRépublique
- Parti socialiste unifié : 1960-1989, gauche autogestionnaire et tiers-mondiste, fusionnait : 
  - Parti socialiste autonome : dissidence de la SFIO, fondé en 1958 par Daniel Mayer, et Édouard Depreux.
  - Union de la gauche socialiste (UGS) : d’origine chrétienne de gauche et marxiste, dirigé par Gilles Martinet, fondé en 1957, réunit des dissidents de la SFIO, la Jeune République et l’Union progressiste (fondé en 1950 par la réunion de l'Union des républicains progressistes (URP), fondé par la minorité du Mouvement de libération nationale, proche du PCF et des membres de l’aile gauche du Parti radical), d’éléments issus du Parti socialiste unitaire (PSU) et de l'Union des chrétiens progressistes (UCP) ; l’UP perdura, avec Pierre Cot et Robert Chambeiron, jusque dans les années 1990, dans le sillage du PCF).
  - Tribune du communisme : journal de communistes opposés à la ligne du PCF, dirigé par Jean Poperen.
- Mouvement communiste démocratique national : formation fondée en 1956 par Auguste Lecœur, exclu du PCF, qui participera à la constitution du Parti de la démocratie socialiste.
- Parti communiste marxiste-léniniste de France (PCMLF)
- Fédération de la gauche démocrate et socialiste, 1965-1969, rassemblait : 
  - SFIO : (cf. plus haut)
  - Parti radical : (cf. plus haut)
  - UDSR : (cf. plus haut)
  - Convention des institutions républicaines (CIR) : fondée en 1964 par François Mitterrand, absorbé par le Parti socialiste, en 1971, rassemblait divers clubs républicains et socialistes (dont l'Atelier républicain de Jacques Maroselli).
  - Union des groupes et clubs socialistes (UGCS) : fondé en 1967 par Jean Poperen (démissionnaire du PSU), absorbé par le Nouveau Parti socialiste, dès 1969.
  - Union des clubs pour le renouveau de la gauche (UCRG) : fondé en 1966 par Alain Savary, rassemble la Convention Socialisme et démocratie, du même, et le club Socialisme moderne de Pierre Bérégovoy.
- Mouvement uni de la nouvelle gauche : éphémère rassemblement, en 1955, de la Jeune République, l’Union progressiste et de gaullistes de gauche issus du Rassemblement du peuple français (RPF).
- Parti pour une alternative communiste : 1982-1989, issu du PCMLF.
- Convention pour une alternative progressiste (CAP)
- Convergences écologie solidarité : a fusionné avec les Verts, ancien parti de Noël Mamère.
- Rassemblement des populations tahitiennes (RDPT) : créé en 1947 et dissous en 1977, devenu progressivement le Front de libération de la Polynésie.
- Socialisme international (SI) : créé en 1984 et dissous en 2002, petit parti trotskyste issu d'une scission avec Lutte ouvrière (LO) ; a intégré la Ligue communiste révolutionnaire (LCR) en 2002.
- Batasuna (« Unité ») : parti indépendantiste d'extrême-gauche, fondé en 2001. Proche d'Euskadi ta Askatasuna (ETA, « Pays basque et liberté »). Dissous début 2013.
- MARS - Gauche républicaine : Fondé en 2007, produit de la fusion du Mouvement pour une alternative républicaine et sociale (fondé en 2003-2004 par une dissidence du MRC) et de la Gauche Républicaine (issu de la Coordination Nationale de la Gauche Républicaine (CNGR), qui rassemblait Initiative républicaine, fondée en 1992, l'Association pour une gauche républicaine (AGR), fondé en 2002 par des « déçus du chevènementisme », le club Société et démocratie, des dissidents du MRC et de plusieurs groupes républicains locaux). Rejoint en novembre 2008 le PG.
- Ligue communiste révolutionnaire (LCR) : Fondée dans les années 1960, membre de la Quatrième Internationale (SU) et auto-dissoute en 2009 au profit du Nouveau Parti anticapitaliste. Son dirigeant historique est Alain Krivine, ex-candidat à la présidence de la République et ex-député européen. Roselyne Vachetta a également siégé au Parlement européen et est porte-parole de la LCR, tout comme Olivier Besancenot. Publiait l'hebdomadaire "Rouge".
- Gauche unitaire, dissidence du Nouveau Parti anticapitaliste menée par Christian Picquet en 2009, favorable à la participation au Front de gauche. Intégrée au Parti communiste français en 2015.
- Parti ouvrier indépendant (POI), parti créé en 2008 et dissous en 2018.
- Cap21 : fondé en 2000 par Corinne Lepage ; initialement classé au centre, il évolue progressivement à gauche. Il fusionne au sein de Cap écologie en 2021.
- Union des démocrates et des écologistes (UDE), créée en 2015 et présidée jusqu'en 2018 par Jean-Vincent Placé.

## Centre

### Sous laIIIeRépublique
- Alliance démocratique : fondé sous le nom d'Alliance républicaine démocratique, devint Parti républicain démocratique, puis de nouveau ARD, puis Parti républicain démocratique et social, enfin Alliance démocratique : né en 1901, au centre-gauche (Waldeck-Rousseau), dissout en 1978, à droite (absorbé par le CNI en 1949, il devint à cette date un club). Il était le parti de Paul Reynaud.

### Sous laIVeRépublique
- Rassemblement des gauches républicaines : coalition (1946-1956) puis parti politique (à partir de 1956 jusqu'à sa disparition), rassemblait diverses formations allant du centre-gauche à la droite conservatrice : 
  - Union démocratique et socialiste de la Résistance : fondé en 1945, actif jusque dans les années 1960, parti centriste de René Pléven et François Mitterrand.
  - Parti radical : fondé en 1901, disparu de fait lors de la scission entre radicaux du centre (Parti radical valoisien, descendant officiel) et radicaux de gauche (réuni dans l'actuel PRG, qui se revendique également de l'ancien parti radical).
  - Parti républicain et social de la réconciliation française (RF) : successeur du PSF d'avant-guerre et des Croix-de-feu, et était toujours présidé par le Colonel de la Rocque.
  - Alliance démocratique : (cf. plus haut)
  - Parti démocrate : minuscule parti composé d'anciens résistants issus du Parti démocrate populaire qui fusionna, après quelques mois d'existence, avec l'UDSR.
  - Parti socialiste démocratique : fondé par Paul Faure, regroupait d’anciens membres de la SFIO, marginalisés en raison de leur attitude durant la Seconde guerre mondiale, ressuscitait l’ancienne tendance pacifiste et anticommuniste de la SFIO. Disparaît.
  - Parti radical indépendant : fondé au milieu des années 1920, par des radicaux de droite hostile à l’alliance avec la gauche socialiste, réapparait après la seconde guerre mondiale (Jean Médecin, maire de Nice, en fut membre).
  - Parti républicain socialiste : (cf. plus bas)

### Sous laVeRépublique
- Mouvement réformateur, créé en 1973 et dissous en 1978, radical et centriste, rassemblait diverses formations centristes : 
  - Parti libéral européen : fondé en 1960 par Jean-Paul David et Pierre Marcilhacy, absorbé par le Parti radical valoisien en 1978.
  - Centre républicain : scission du Parti radical, dissidence de droite, pro-Algérie française et anti-gaulliste, fondé par Henri Queuille et André Morice, réintègre le Parti radical en 1978.
  - Parti de la démocratie socialiste : créé en 1970 par le maire de Mulhouse Émile Muller, fusionne en 1973 avec le Mouvement démocrate-socialiste de France pour former le Mouvement démocrate-socialiste, avec le Mouvement socialiste libéral, Socialisme démocratique, Socialisme pour les libertés et la démocratie. Le MDS prendra par la suite le nom de Parti social-démocrate (PSD) ; composante de l’UDF, il fusionnera en 1995 avec le CDS pour former Force démocrate, fondue en 1998 dans la Nouvelle UDF. Le PSD est toutefois réactivé en 2007 sous le nom de Cercle démocrate, républicain et social.
  - Centre démocrate : cf. plus haut
  - Parti radical : cf. plus bas

## Mouvement gaulliste

### Sous laIVeRépublique
- Union gaulliste pour la IVe République : 1946-1947, fondée par René Capitant.
- Rassemblement du peuple français (RPF) : 1947-1955, créé par le général Charles de Gaulle.
- Les Républicains sociaux : 1955-1958, autour de Jacques Chaban-Delmas et Roger Frey

### Sous laVeRépublique
- Union pour la nouvelle République (UNR) : 1958-1962
- Union démocratique du travail (UDT) : 1958-1962, gaulliste de gauche
- Union pour la nouvelle République - Union démocratique du travail (UNR-UDT) : 1962-1967
- Union des démocrates pour la Ve République (UD-Ve) : 1967-1968
- Union pour la défense de la République (UDR) : 23-30 juin 1968
- Union des démocrates pour la République (UDR) : 1968-1976
- Rassemblement pour la République (RPR) : 1976-2002, fondé par Jacques Chirac et dissous dans l'Union pour un mouvement populaire.
- Mouvement solidarité participation (MSP) : fondé en 1971 par Philippe Dechartre et Yvon Morandat sous le nom de Mouvement Socialisme et Participation. Il succède à la Fédération de la gauche gaulliste, qui avait fusionné le Front travailliste (fondé en 1965), Démocratie et travail et l'Union de la gauche Ve République. Il prend ce nom en 1982.
- Union pour un mouvement populaire (UMP) : 2002-2015

## Démocratie chrétienne

### Sous laIIIeRépublique
- Le Sillon, puis la Jeune République, partis chrétiens-sociaux de Marc Sangnier.
- Action libérale : 1901-1940, ancêtre de la démocratie chrétienne, appelée aussi Action Libérale Populaire, actif jusqu'en 1914, mis en sommeil durant la guerre, et exerçant ses activités jusque dans les années 1920.
- Parti démocrate populaire : 1924-1940, démocrate-chrétien.
- Union populaire républicaine (UPR) : 1919-1946, parti alsacien conservateur et social-chrétien. Fusionne dans le MRP en 1946.
  - Action populaire nationale d'Alsace : 1928, fondé par des dissidents de l'UPR contre la position autonomiste du parti.
- Union républicaine lorraine : 1919-1946, pendant lorrain de l'UPR.
- Parti chrétien-social : parti autonomiste lorrain, scission de l’URL, fondé en 1927, dirigé par Victor Antoni, futur collaborationniste.

### Sous laIVeRépublique
- Mouvement républicain populaire : 1944-1966, démocrate-chrétien, successeur du PDP, rassemblant également les partis chrétiens-démocrates d'Alsace-Lorraine (URL et URP) et des groupes chrétiens résistants.

### Sous laVeRépublique
- Centre démocrate (1966-1976) puis Centre des démocrates sociaux (1976-1995) : avatars du MRP, le CDS est fondu dans la Nouvelle UDF.
- Union pour la démocratie française (UDF) (1978-2007) est membre fondateur du Mouvement démocrate. Une minorité de dissidents a fondé le Nouveau Centre.

## Droite

### Sous laIIIeRépublique
- Alliance démocratique, grand parti du centre-droit républicain et libéral de la Troisième République (également classé au centre, cf. plus haut).
- Fédération républicaine : 1903-1940, rassemblait à l'origine les républicains « progressistes » du centre-droit (plus conservateur que l'Alliance démocratique).
- Parti social français : 1936-1940, mouvement nationaliste et autoritaire, mais démocrate et républicain, successeur des Croix-de-Feu, ligue dissoute en 1936, menée par le Colonel de La Rocque.

### Sous laIVeRépublique
- Parti paysan d'union sociale : fondé après la guerre par Paul Antier et Camille Laurens, absorbé par le CNI en 1951.
- Parti républicain de la liberté : 1945-1951, absorbé par le CNI.
- Rassemblement des groupes républicains et indépendants français, fondé par André Liautey en 1951.
- Union des nationaux indépendants et républicains, fondé par Jacques Isorni en 1951.

### Sous laVeRépublique
- Républicains indépendants, puis Fédération Nationale des Républicains Indépendants, puis Parti républicain, puis Démocratie libérale : 1962-1997, libéraux.
- La Droite, puis Droite libérale-chrétienne : 1998-2003, fondée par Charles Millon (exclu de l'UDF) et essentiellement active à Lyon.
- Démocratie libérale (DL), un des partis fondateurs de l'UMP.
- Mouvement pour la France (MPF), fondé en 1994 par Philippe de Villiers et dissous en 2018.
- Nouvelle Écologie démocrate (NED), parti créé en 2013 lors d’une scission de Cap21 et dissous en 2019.
- Parti libéral démocrate (PLD), fondé en 2008 par Aurélien Véron (d) puis fusionné dans Objectif France en 2019.
- Rassemblement pour la France (RPF), fondé en 1999 par Charles Pasqua et Philippe de Villiers, dissous en 2011.
- République solidaire (RS), fondé en 2010 par Dominique de Villepin, inactif depuis 2012.

## Extrême droite

### Sous laIIIeRépublique
- Parti populaire français : parti fondé en 1936 par Jacques Doriot (exclu du PCF), principal parti collaborationniste à partir de 1940, disparait en 1944.
- Fédération nationale catholique : mouvement fondé en 1924 par Édouard de Castelnau.
- Ligue antisémitique de France : fondée en 1889, par Édouard Drumont, se mue en Grand Occident de France, à partir de 1899, à l'initiative de Jules Guérin, et disparait aussitôt.
- Ligue de la patrie française : fondée 1898, anti-dreyfusarde, dissoute en 1904.
- Le Faisceau : premier parti « fasciste » français, fondé par Georges Valois (1925-1928). À sa suite est fondé un Parti républicain syndicaliste, qui évoluera vers la gauche et la résistance.
- Ligue Solidarité française : fondée en 1933 par François Coty, et continuée par Jean Renaud, dissoute en 1936.
- Parti socialiste national : petit parti créé par Pierre Biétry en 1902, à partir de la Fédération nationale des Jaunes de France (FNJF) ; disparaît dès 1903.
- Parti de la république autoritaire (PRA, 1925), puis Parti socialiste national (PSN, 1927) puis Milice socialiste nationale (MSN, 1932-1933) : parti créé par l’ancien socialiste Gustave Hervé.
- Parti franciste, ou Francisme, Mouvement franciste : fondé en 1933, par Marcel Bucard, scission de la MSN ; dissout en 1936, devient Parti unitaire français d’action socialiste et nationale en 1938), avant de redevenir Parti franciste, parti collaborationniste (1940-1944).
- Parti agraire et paysan français : parti corporatiste et populiste de droite fondé par Fleurant Agricola, concurrencé par le Parti républicain agraire et social, modéré.
- Jeunesses patriotes (JP) : fondé en 1924, référence à la Ligue des patriotes de Paul Déroulède (1882-1889), par Pierre Taittinger, dissoute en 1936, se transforme en Parti national et social, puis en Parti républicain national et social
- Le Front de la liberté, coalition anti-Front populaire, qui dura de 1937 à 1938, regroupait : 
  - Association des amis des Francistes (nom du Parti franciste de 1936 à 1938).
  - Fédération républicaine (cf. plus bas)
  - Parti agraire et paysan français : (cf. plus haut, ainsi que les suivants)
  - Parti populaire français
  - Parti républicain national et social

### Sous Vichy et l'Occupation
- Parti ouvrier et paysan français : parti collaborationniste fondé en 1940 par des élus et parlementaires qui furent communistes.
- Front révolutionnaire national : éphémère coalition de partis collaborationnistes, tendant à la formation d'un parti unique qui, en 1943, rassemblait : 
  - Rassemblement national populaire (RNP) : fondé par le néo-socialiste Marcel Déat, en 1941, disparaît en 1944.
  - Parti franciste : (cf. plus haut)
  - Mouvement social révolutionnaire (MSR) : fondé en 1940 par Eugène Deloncle, allié du RNP de février à octobre 1941.
  - Groupe Collaboration : actif de 1941 à 1945, continuateur du Comité France–Allemagne, animé par Alphonse de Châteaubriant (ce mouvement tentera de mettre sur pied, sans un succès, un mouvement politique, Les Gerbes françaises)
  - Comité d’action antibolchévique : lancé en 1941 par Paul Chack.

### Sous laVeRépublique
- Fédération d'action nationale et européenne (FANE) : groupe néonazi, fondé en 1966, dissous officiellement en 1980, 1985 et 1987, rejoint le Parti nationaliste français et européen, en 1994.
- Nouvelle Résistance : fondée en 1991, issue de l'éclatement de Troisième voie ; devient l'Union des cercles résistance et Jeune Résistance en 1997, qui participent à la fondation d'Unité radicale, dissoute en 2002.
- Ordre nouveau : fondé en 1964, dissout en 1973, regroupement autour de la revue Faire front ; le Comité faire front fonde un Comité d'Initiative pour la Constitution d'un nouveau Parti Nationaliste, qui aboutit, en 1974, à la constitution du Parti des forces nouvelles, qui éclate en 1985 (une partie du PFN participe à la création du mouvement Troisième Voie).
- Parti national populaire : fondé en 1970 par Roger Holeindre, devient en janvier 1971 le Parti de l'unité française, absorbé par le FN.
- Parti nationaliste français (PNF) : fondé en 1983, par Pierre Bousquet, disparait officiellement en 1992.
- Parti nationaliste français et européen (PNFE) : fondé en 1985, dissidence du PNF, sous le nom de « PNF bis », devient PNFE en 1987, n'existe plus depuis 1998.
- Mouvement nationaliste révolutionnaire (MNR) : fondé en 1979, devient mouvement d'initiatives sociales européennes pour la Troisième Voie, disparue en 1992, rassemblait : 
  - Groupe action jeunesse (GAJ) : fondé en 1973, rassemble des solidaristes, des dissidents du GUD et d’Ordre nouveau hostile au FN. En 1975, l'Action nationaliste (Jean-Gilles Malliarakis) se rallie au GAJ. En 1975, les solidaristes quittent le GAJ : certains relancent le Mouvement solidariste français, d’autres fondent le Groupe action solidariste-Les cahiers du solidarisme, certains, à partir de 1977, rejoignent le FN, par le biais de l'Union solidariste de Jean-Pierre Stirbois.
  - Groupes nationalistes révolutionnaires : dissidence du FN.
- Alliance populaire (AP) : créée en 1992 par les Comités Espace Nouveau afin de participer aux élections législatives de 1993, rassemblait autour de Jean-François Touzé : 
  - Indépendants nationaux de Philippe Malaud
  - Alternative nationale
  - quelques groupes locaux du FN en dissidence.
- Parti national républicain (PNR) : créé en 1995 par l'Alliance populaire et des anciens responsables du Centre national des indépendants ; présidé par Jean-François Touzé, s’autodissout en 1999. La plupart de ses membres participent au Club Ligne droite.
- Réseau radical : créé par Christian Bouchet en 2002 ; issu de la dissolution d'Unité radicale.
- Unité radicale : dissoute en 2002, à la suite de la tentative d'assassinat de Jacques Chirac par Maxime Brunerie.
- Force française (FF) : fondé en 2003 et dirigé par l'ancien frontiste puis MNR, Jean-Louis Omer. De tendances nationaliste et anti-républicaine. En sommeil depuis 2009.
- Parti populiste (PP) : fondé en 2005 par d'anciens cadres du MNR. Dirigé par Christian Perez et Franck Timmermans. Était allié au FN.
- Gauche nationale (GN) : mouvement fondé en 2006 par Kavan Herbin et des dissidents des Jeunesses bonapartistes. En sommeil depuis 2008.
- Front comtois : mouvement régionaliste d'extrême-droite (mouvance identitaire), fondé en 2009, dissous en 2011 par ses membres après des décisions de justice.
- Troisième voie (TV) : mouvement fondé en 2010 et dirigé par Serge Ayoub. Sa branche jeune sont les JNR.
- Dissidence française (DF), fondé en 2018 par Vincent Vauclin et dissous en 2020.

## Partis régionaux
- Batasuna (« Unité ») : parti indépendantiste du Pays basque Nord d'extrême gauche, fondé en 2001. Proche d'Euskadi ta Askatasuna (ETA, « Pays basque et liberté »). Dissous début 2013.
- Adsav (« Relèvement ») : parti indépendantiste d’extrême droite, fondé en 2000 et disparu en 2016.

## Autres
- Parti humaniste (PH) : fondé en 1984 en France où son leader est Alain Ducq. Branche politique du Mouvement humaniste. Il apparaissait sur la liste des sectes recensées par le rapport d'enquête parlementaire de 1996, mais retiré du second rapport parlementaire de 1997. Déposé auprès de la Commission nationale des comptes de campagne et des financements politiques en 1997[1], il est déclaré comme non déposé en 2000 et disparaît depuis de ces rapports[2].
- Politique de vie (PV) : fondé en 1994 par le sociologue et psychothérapeute Christian Cotten. Vise à provoquer et accompagner les changements (spirituels, culturels, politiques, économiques et sociaux) nécessaires au respect et au développement de la vie de la planète et ses habitants[3]. Il a participé aux élections européennes de 1994, 1999 et 2009 sur la liste du Parti antisioniste.
- Parti Solidarité - Liberté, Justice et Paix : fondé en mai 2008, ce parti veut faire exister une voix chrétienne indépendante, inspirée de la doctrine sociale de l'Église catholique. Présidé par Axel de Boer. Présente deux listes aux Européennes de 2009 (0,15 % et 0,16 %) puis La Liste Chrétienne aux régionales de 2010 en Île-de-France (0,85 % des suffrages).
- Parti du plaisir (PP) : fondé en 2001 par la stripteaseuse Isabelle Laeng (alias Cindy Lee), il se réclame premier parti hédoniste de France.
- Parti Pied-noir (PPN) : fondé en 1999 en vue de défendre les intérêts des rapatriés d'Afrique du Nord et surtout actif dans le Sud du pays, présidé par Christian Schembré[4].
- Rassemblement social-démocrate (RSD) : fondé en 2007 par Rachid Nekkaz, il est la continuation du Parti Rachid Nekkaz et du groupe de réflexion Allez France. Il a présenté 58 candidats aux élections législatives de 2007 et a participé aux municipales de 2008 dans certaines villes dont Orly, Denain et Bron.
- Société nouvelle (SN) : fondé par Christopher Guéna, actif de 2011 à 2012. C'est le premier parti politique d'initiative jeune de France et le premier mouvement néo-luddiste de France.
- Union française pour la cohésion nationale (UFCN) : mouvement créé en 2003 par Mustapha Lounes et Zinedine Sammari. Il est la continuation de Génération républicaine créé en 1992.